# Rhytidoponera litoralis
Rhytidoponera litoralis é uma espécie de formiga do gênero Rhytidoponera.